# کوزآیاغی (آک‌یورت)
کوزآیاغی (به لاتین: Kozayağı) یک منطقهٔ مسکونی در ترکیه است که در اکیورت واقع شده‌است.